# Al-Muzaffar Háddzsi egyiptomi szultán
Al-Muzaffar Háddzsi, trónra lépése előtt Zajn ad-Dín Háddzsi ibn an-Nászir Muhammad (? – Egyiptom, Kairó, 1347 decembere) an-Nászir Muhammad fia, az egyiptomi türk (elterjedt, de pontatlan névvel bahri) mamlúkok tizennyolcadik szultánja, egyben az 1382-ig uralkodó kalávúnida dinasztia kilencedik tagja volt (uralkodott 1346 szeptemberétől haláláig). Teljes titulusa al-Malik al-Muzaffar, melynek jelentése: „a győzedelmes király”.

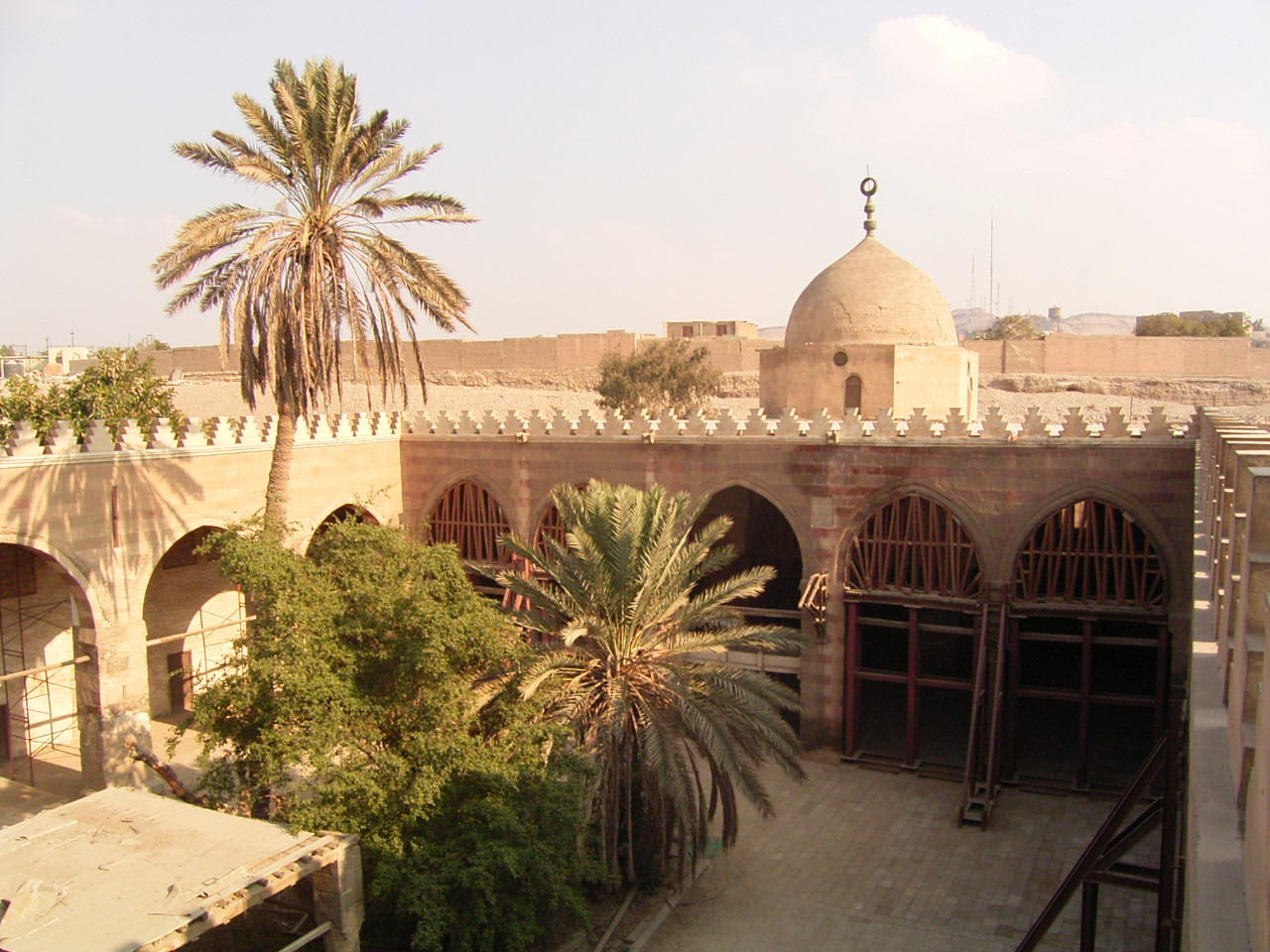
Ákszunkur an-Násziri emír mauzóleuma, amelynek építése 1347-ben fejeződött be

Azután került trónra – hatodikként Muhammad szultán nyolc fia közül –, hogy féltestvérét, al-Kámil Saabánt és befolyásos mostohaapját, Argún al-Aláit lázadás buktatta meg 1346 szeptemberében. Háddzsit is csak kölcsönös szerződések fejében ismerték el az előkelőségek szultánnak, de az ő uralma sem volt tartós, részint a szokásos probléma (a régi adminisztráció és a szultán új embereinek ellentéte), részint az uralkodó különcségei miatt. Kirívó módon elmerült a hárem örömeiben – az ő kedvence is a fekete lantosnő, Ittifák volt, ahogy két elődjéé is –, és elképesztően nagy összegeket költött a hölgyekre (Ittifáknak például volt egy százezer dénár értékű koronája). A felháborodott emírek a kincstáron keresztül nyomást kifejtve elérték, hogy a szultán menessze ágyasait, köztük Ittifákot is, ám az intézkedéssel nem értek el semmit: Háddzsi új elfoglaltságot talált magának az uralkodás helyett, mégpedig a galambászatot. A pohár egy cserkesz főember megbuktatásával telt be: a mamlúkok szervezkedni kezdtek, ami 1347 decemberében derült ki. Háddzsi serege élére állt, hogy felvegye a harcot a konspirátorokkal, ám hadai még Kairó külvárosában elhagyták őt, így elfogták és meggyilkolták.
Utódául tizenegy éves féltestvérét, an-Nászir Haszant nevezték ki, aki – megszakítással ugyan, de – már jóval hosszabb ideig viselte szultáni címét, mint hat elődje. A trónharcok eredményeképpen egyik fia, Muhammad 1360–1363 között viselte a szultáni rangot.